# فردا هرگز نمی‌میرد (بازی ویدئویی)
بازی  جیمز باند: فردا هرگز نمی‌میرد  (به انگلیسی: James Bond ۰۰۷: Tomorrow Never Dies ) اولین بازی از سری بازی‌های جیمز باند می‌باشد که در سال ۱۹۹۹ توسط شرکت بلک آپس اینترتینمنت  برای کنسول پلی استیشن ۱ تولید و توسط شرکت الکترونیک آرتز در سطح جهان منتشر گردید.

## داستان بازی
داستان این بازی بر اساس فیلم معروف جیمز باند با همین نام که در سال ۱۹۹۷ میلادی ساخته شده‌است، طراحی گردیده. "الیوت کارور"  صاحب یک رسانه بزرگ تلویزیونی با هدف یافتن منبعی برای اخبار اختصاصی‌اش برای شبکهٔ کابلی جدیدش در پی به راه انداختن جنگی بین انگلستان و چین است. برای رسیدن به این هدف، الیوت کارور یک کشتی انگلیسی ربوده شده را غرق می‌کند و طوری وانمود می‌کند که این کشتی توسط نیروی هوایی چین غرق گردیده.

## گیم‌پلی
این بازی در مجموع شامل ۱۰ مأموریت مختلف می‌باشد که به صورت انفرادی و رانندگی می‌باشد. در حالت انفرادی جیمز باند به صورت سوم شخص با دشمنان درگیر شده و مراحل را به پایان می‌رساند. قابلیت هدف‌گیری خودکار در این بازی وجود دارد و هنگامی که جیمز باند در نزدیکی دشمنی قرار گیرد هدف اسلحه به صورت اتوماتیک بر روی دشمن قفل می‌کند. مراحل ماشین رانی بازی نیز شامل تعقیب و شلیک به دشمنان است.

## مشخصات فنی
- گرافیک : این بازی به صورت اکشن سوم شخص می‌باشد و شخصیت جیمز باند از روی چهره پیرس برازنان مدلسازی گردیده.
- صدا و موسیقی : موسیقی استفاده شده در این بازی بر اساس تم معروف "جیمز باند" بازسازی شده‌است. و بجای شخصیت پیرس برازنان در این بازی از صدای "آدام بلک وود" [۶] و بجای شخصیت "الیوت کارور"، نیکلاس رید[۷] در این بازی ایفای نقش نموده‌است.

لیست ترکهای صوتی بازی :
```
   * ۰۱ James Bond Theme (۰:۵۶)
   * ۰۲ Confrontation (۳:۴۹)
   * ۰۳ Ppk (۲:۰۹)
   * ۰۴ Detonate (۲:۳۵)
   * ۰۵ Media Tower (۲:۱۵)
   * ۰۶ Arms Bazaar (۲:۱۰)
   * ۰۷ Decoder (۲:۳۳)
   * ۰۸ Hotel Atlantic (۲:۰۳)
   * ۰۹ Pressing Engagement (۲:۲۹)
   * ۱۰ Carver Media (۲:۱۳)
   * ۱۱ Outpost (۲:۳۹)
   * ۱۲ Infrared (۳:۰۱)
   * ۱۳ A New Beginning (۲:۲۲)
   * ۱۴ Market (۱:۵۹)
   * ۱۵ Convoy (۲:۲۲)
   * ۱۶ Alarm (۰:۲۸)
   * ۱۷ Letter To Paris (۲:۴۷)
```

- امتیاز کلی : این بازی امتیازهای متفاوتی از سایت‌های بازی دریافت کرده‌است . میانگین رنکینگ نسخه‌های مختلف این بازی ۶۲٫۹۰ می‌باشد.[۹]